# Anaxyrus compactilis
Espèce
Synonymes
- Bufo compactilis Wiegmann, 1833
- Anaxyrus melancholicus Tschudi, 1845
- Bufo anomalus Jan, 1857
- Bufo levifrons Brocchi, 1877

Statut de conservation UICN

 LC  : Préoccupation mineure
Anaxyrus compactilis est une espèce d'amphibiens de la famille des Bufonidae.

## Répartition
Cette espèce est endémique du Mexique. Elle se rencontre sur le plateau central au Chihuahua, au Durango, au Zacatecas, au Jalisco, en Aguascalientes, au Tlaxcala et au Puebla.

## Publication originale
- Wiegmann, 1833 : Herpetologische Beiträge. I. Über die Mexicanischen Kröten nebst Bemerkungen über ihnen verwandte Arten anderer Weltgegenden. Isis von Oken, vol. 26, p. 651–662 (texte intégral).